# William Alanson Bryan
William Alanson Bryan (23. prosince 1875 – 18. června 1942) byl americký zoolog, ornitolog a přírodovědec.
Narodil se na farmě v New Sharon v Iowě. Po ukončení vzdělání a jeho zoologických studií absolvoval roku 1896 Iowa State College. Roku 1900 odjel na Havajské ostrovy a stal se kurátorem ornitologie na Bernice P. Bishop Museum. V červnu téhož roku se oženil s Ruth May Gossemovou, která ale o tři roky později zemřela. Roku 1907 odešel Bryan z muzea a založil Pacific Scientific Institution, která se zaměřila na podporu biologického a antropologického výzkumu v Pacifiku. Poté se stal profesorem zoologie na fakultě University of Hawaii at Manoa. Roku 1909 se podruhé oženil s Elizabeth Letson Bryanovou, která pracovala jako sběratelka měkkýšů. Bryan neúspěšně v letech 1913 a 1917 kandidoval na post guvernéra Havaje. Po smrti své druhé ženy dokončil práci na univerzitě a odešel do Jižní Ameriky. V lednu 1920 se stal členem expedice na Rapa Nui.
Mezi lety 1921 až do svého odchodu do důchodu v roce 1940 byl ředitelem Los Angeles Museum of History, Science and Art.